# Coeliccia sasamotoi
Coeliccia sasamotoi là loài chuồn chuồn trong họ Platycnemididae. Loài này được Do mô tả khoa học đầu tiên năm 2011.